# Heeßen
Heeßen er en by og kommune i det nordvestlige Tyskland med knap 1.400 indbyggere (2013)[kilde mangler], beliggende i den sydlige del af Samtgemeinde Eilsen i den sydvestlige del af Landkreis Schaumburg. Denne landkreis ligger i delstaten Niedersachsen.

## Geografi
Kommunen er beliggende i de nordlige områder af Naturparks Weserbergland Schaumburg-Hameln mellem Minden og Hameln ved de vestlige udløbere af Bückeberg.

### Nabokommuner
Heeßen grænser (med uret fra nord) op til Bad Eilsen (som den næsten er sammenvokset med), Buchholz, byen Rinteln samt kommunen Luhden.